# Şorsulu (Salyan)
Şorsulu è un comune dell'Azerbaigian situato nel distretto di Salyan. Conta una popolazione di 3 004 abitanti.